# Rhaphuma mucosa
Rhaphuma mucosa là một loài bọ cánh cứng trong họ Cerambycidae.